# The Disney Afternoon Collection
The Disney Afternoon Collection är en datorspelssamling som utvecklades av Digital Eclipse och utgavs av Capcom. Samlingen består av spel baserade på animerade TV-serier som ursprungligen visades i TV-programmet Disney Afternoon, och släpptes den 18 april 2017 till Microsoft Windows, Playstation 4 och Xbox One.

## Innehåll
Samlingen innehåller spelen Ducktales, Ducktales 2, Chip 'n Dale Rescue Rangers, Chip 'n Dale Rescue Rangers 2, Tale Spin och Darkwing Duck, som alla ursprungligen släpptes till NES åren 1989–1994. Samlingen inkluderar även galleri med konceptbilder och musik.

## Mottagande
Spelet mottogs främst med positiv kritik av spelkritikerna enligt webbplatsen Metacritic.